# Añón de Moncayo
Añón de Moncayo (Fino al 1991 si chiamava Añón) è un comune spagnolo di 288 abitanti situato nella comunità autonoma dell'Aragona.